# Janirella gomoiui
Janirella gomoiui är en kräftdjursart som beskrevs av George 2004. Janirella gomoiui ingår i släktet Janirella och familjen Janirellidae. Inga underarter finns listade i Catalogue of Life.